# Ludwig Hannakam
Ludwig Hannakam (* 3. Dezember 1923 in Stankau bei Pilsen, Tschechoslowakei; † 5. Dezember 1987 in Berlin, Deutschland) war ein deutscher Elektrotechniker, der auf dem Gebiet der Theoretischen Elektrotechnik tätig war. 
Hannakam promovierte an der TH Darmstadt über „Dynamisches Verhalten elektrischer Arbeitswellen“ und habilitierte sich dort. Ab 1953 war er Leiter des Elektro-Forschungslaboratoriums der AEG in Berlin, wo er Ausgleichsvorgänge in elektrischen Maschinen mittels Analogrechner untersuchte. 
Ab 1961 bis zu seinem Tod hatte er als ordentlicher Professor den Lehrstuhl für Theoretische Elektrotechnik an der TU Berlin inne. Zu seinen wichtigsten Forschungsergebnissen gehören „Erkenntnisse über die fehlende z-Komponente der Wirbelströme im unendlichen Halbraum bei schrägliegender Stromschleife“, die „Berechnung dreidimensionaler Bewegungsabläufe von Schweiß-Robotern mit sechs Freiheitsgraden“ und die „Berechnung des Magnetfeldes der Sonne aus Messungen in der Photosphäre“.